# Оскар де Кок
Оскар де Кок (1881 — 20 століття) — бельгійський академічний веслувальник.
Срібний призер Олімпійських Ігор 1900 року в складі вісімки.
Чемпіон Європи 1900, 1901 років у складі вісімки.